# Falotoksin
Falotoksini se sastoje od najmanje sedam spojeva, svih sedam ima slične peptidne prstene. Prvi put su izolirani iz zelene pupavke (Amanita phalloides). Faloidin je izoliran 1937. godine,  Ostalih šest spojeva su profaloin, faloin, falizin, falicidin, falacin i falisacin. 